# S.League 2016
La S.League 2016 (también conocida como Great Eastern Yeo's S.League por razones de patrocinio) fue la 21ra temporada de la S.League, la más alta liga profesional para clubes de fútbol de Singapur, desde su establecimiento en 1996. La temporada comenzó el 13 de febrero de 2016, y finalizó el 28 de octubre de 2016.
El Brunei DPMM es el campeón defensor.

## Equipos
Un total de 9 equipos compiten en la liga. Los clubes Albirex Niigata (S) y Brunei DPMM son clubes invitados de Japón y Brunéi, respectivamente. El Harimau Muda de Malasia desistió de participar esta temporada.

### Datos generales
| Equipo                | Estadio                          | Aforo  |
| --------------------- | -------------------------------- | ------ |
| Albirex Niigata       | Jurong East                      | 2,700  |
| Balestier Khalsa      | Toa Payoh                        | 3,900  |
| Brunei DPMM           | Nacional Sultán Hassanal Bolkiah | 30,000 |
| Geylang International | Bedok                            | 3,900  |
| Home United           | Yishun                           | 3,400  |
| Hougang United        | Hougang                          | 3,000  |
| Tampines Rovers       | Estadio Jurong West              | 3,200  |
| Warriors              | Woodlands                        | 4,300  |
| Young Lions FC        | Jalan Besar                      | 8,000  |

## Tabla de posiciones
|     | Equipos de fútbol     | PJ | G  | E | P  | GF | GC | Dif | Pts |
| --- | --------------------- | -- | -- | - | -- | -- | -- | --- | --- |
| 01. | Albirex Niigata       | 16 | 12 | 2 | 2  | 38 | 12 | +26 | 38  |
| 02. | Tampines Rovers       | 16 | 10 | 4 | 2  | 34 | 19 | +15 | 34  |
| 03. | Brunei DPMM FC        | 16 | 6  | 4 | 6  | 30 | 28 | +2  | 22  |
| 04. | Home United           | 16 | 6  | 4 | 6  | 29 | 28 | +1  | 22  |
| 05. | Hougang United        | 16 | 6  | 4 | 6  | 22 | 24 | -2  | 22  |
| 06. | Geylang International | 16 | 5  | 6 | 5  | 22 | 22 | +0  | 21  |
| 07. | Warriors FC           | 16 | 4  | 6 | 6  | 23 | 24 | -1  | 18  |
| 08. | Balestier Khalsa FC   | 16 | 2  | 5 | 9  | 15 | 29 | -14 | 11  |
| 09. | Young Lions FC        | 16 | 2  | 3 | 11 | 14 | 41 | -27 | 9   |

Pts = Puntos; PJ = Partidos jugados; G = Partidos ganados; E = Partidos empatados; P = Partidos perdidos; GF = Goles anotados; GC = Goles recibidos; Dif = Diferencia de goles

(C) = Campeón; (O) = Ganador de Play-off; (A) = Avanza a siguiente ronda.

Fuente:
1. 1 2 3  Los dos clubes extranjeros: Albirex Niigata (Singapur) y Brunei DPMM, así como el Young Lions, equipo sub-23 de la AFS: no son elegibles para las competencias de la AFC.

|  | Copa AFC 2017 (Fase de grupos) |
|  | Copa AFC 2017 (Play-off)       |

## Estadísticas

### Goleadores
Actualizado hasta el 11 de junio de 2016.
| Lugar | Jugador          | Equipo                | Goles |
| ----- | ---------------- | --------------------- | ----- |
| 1     | Jonathan Béhé    | Warriors              | 10    |
| 1     | Atsushi Kawata   | Albirex Niigata (S)   | 10    |
| 1     | Ken Ilsø         | Home United           | 10    |
| 4     | Stipe Plazibat   | Hougang United        | 9     |
| 5     | Rafael Ramazotti | Brunei DPMM           | 8     |
| 6     | Fareez Farhan    | Garena Young Lions    | 7     |
| 7     | Tatsuro Inui     | Albirex Niigata (S)   | 6     |
| 8     | Azwan Ali Rahman | Brunei DPMM           | 5     |
| 8     | Carlos Delgado   | Geylang International | 5     |
| 8     | Billy Mehmet     | Tampines Rovers       | 5     |